# La última legión (película)
La última legión (The Last Legion) es una película estrenada en el año 2007 y dirigida por Doug Lefler, basada en la novela homónima de Valerio Massimo Manfredi. Su estreno mundial tuvo lugar en Abu Dhabi el 6 de abril de 2007.

## Argumento
La película, al igual que la novela (escrita por Valerio Massimo Manfredi), está libremente inspirada en un acontecimiento del siglo V: la caída del Imperio romano de Occidente al ser depuesto el emperador Rómulo Augústulo. A partir de este hecho histórico se incorporan elementos legendarios ubicados en la provincia, ya abandonada por los romanos, de Britania relacionados con el ciclo del rey Arturo.
La historia es narrada por Ambrosino, un anciano druida de origen britano y miembro de una hermandad secreta. Comienza cuando Rómulo está a punto de ser coronado emperador. Su padre, Flavio Orestes, es el general en jefe del ejército romano y en la noche previa a la ceremonia, Odoacro, líder de los godos federados, le demanda la entrega de tierras en Italia, pedido que es rechazado. Al mismo tiempo, Rómulo conoce a Aureliano Cayo Antonio, llamado Aurelio, comandante de la legión Nova Invicta, un destacamento entrenado en las antiguas tácticas romanas.
Después de la coronación, Roma es atacada por los godos, los cuales matan a Orestes y toman prisionero a Rómulo junto a su tutor Ambrosino. La mayoría de los hombres de la legión, comprometidos a proteger al emperador, mueren, pero Aurelio sobrevive.
Odoacro, ahora gobernante de Occidente, planea matar a Rómulo, pero Ambrosino lo persuade de enviarlo prisionero a la isla de Capri bajo la vigilancia de su lugarteniente Wulfila. Una vez en Capri, en la villa Jovis construida por Tiberio, Rómulo con la ayuda de su tutor encuentra la antigua espada de Julio César; esta había sido forjada por un herrero cálibe y un epígrafe, en el pedestal de la estatua de César, proclama: "Un filo para defender, otro para vencer. En Britania fui forjada para ser empuñada por aquel que esté destinado a reinar". La misma espada tiene grabada una inscripción, poco legible, que dice: CAI(us) • IVL(ius) • CAES(sar) • '''E'''N'''S'''IS '''CALIBVR'''NVS. Rómulo se queda con el arma por consejo de Ambrosino.
Ambos son liberados por el leal Aurelio, acompañado de Vatreno, Batiato y Demetrio, tres legionarios supervivientes de la Nova Invicta. A ellos se les suma Mira, una guerrera bizantina de origen keralí que ha sido enviada para llevar al joven emperador a Constantinopla. Los fugitivos se dirigen hacia Fano por sugerencia del senador Néstor, viejo amigo de Aurelio, pero pronto descubren que se trata de una trampa urdida por Odoacro con la aprobación del Emperador de Oriente, Zenón (Odoacro había jurado lealtad a Zenón a cambio de ser reconocido como noble romano y dux de Italia). Al fallar la trampa, Néstor intenta escapar, pero se niega a pelear con su amigo, alegando que no le quedaba otra opción, Aurelio dolido por la traición lo mata.
Ambrosino persuade a Rómulo para que busque refugio en Britania, donde la Novena Legión (llamada Legión Dragón) sigue siendo leal al Imperio. Los fugitivos, comandados por Aurelio y con Mira, quien ha decidido acompañarlos cruzan los Alpes y atraviesan la Galia hasta el Canal de la Mancha. Son perseguidos por Wulfila y sus hombres; pues el godo codicia la espada de César. Finalmente, el grupo llega al Muro de Adriano, pero no encuentran evidencias de la legión hasta que un granjero se acerca y revela que él era su comandante general. Con la retirada de las tropas imperiales, la legión había decidido disolverse y establecerse como agricultores. La mayoría de los hombres de la legión se habían casado y tenían familias. Tampoco querían enemistarse con el poderoso señor de la guerra Vortigern, quien domina el país. Durante su estancia en el poblado, Rómulo conoce y se hace amigo de una joven llamada Igraine. Aurelio y Mira practican la lucha con espadas y se acercan el uno al otro. Ambrosino le muestra a Rómulo una cicatriz en su pecho, similar al diseño en la empuñadura de la espada, que recibió de Vortigern después de que se negó a decirle dónde estaba la espada de César, quien la pretendía para poder gobernar toda Britania.
Después de reunirse con los godos de Wulfila, Vortigern decide capturar o matar a Rómulo como un gesto de amistad hacia Odoacro. Para esto ordena asesinar a la esposa y los hijos del herrero del pueblo ante la mirada de Igraine; ella relata lo sucedido a los aldeanos y herrero  exige venganza, Aurelio y sus hombres deciden conducir un ejército al Muro de Adriano para enfrentar a los ejércitos de Vortgyn en una batalla final. Al partir, les asegura que Rómulo es el depuesto emperador de Roma.
Antes de dejar el pueblo, Rómulo recibe de Igraine una armadura romana que perteneció a su hermano, que desde entonces se le ha quedado pequeño. Aurelio, empuñando la espada de César, lidera a sus hombres y a un pequeño número de guerreros celtas contra las fuerzas de Vortigern en el Muro de Adriano. Los britanos están a punto de derrotar a la pequeña fuerza de Aurelio cuando aparecen los soldados de la Novena Legión, con sus viejas armas y uniformes romanos, y cambian el rumbo de la batalla. Los dos bandos cesan sus hostilidades al ver a Ambrosino sosteniendo en alto la máscara dorada de Vortigern, al cual había derrotado y quemado en un santuario de su hermandad secreta.
Después de haber herido gravemente a Aurelio, Wulfila se enfrenta a Rómulo, quien armado con la espada de César, lo hiere mortalmente en el pecho, diciendo «por mi madre», y lo remata mientras añade: «por mi padre». Luego se vuelve a Aurelio y lo felicita comparando su lucha con la de un dragón, a lo que Aurelio responde que Rómulo ha combatido «como el hijo de un dragón». Cansado de las muertes, Rómulo arroja su espada la cual perfora una gran roca y queda incrustada. 
Muchos años después, Ambrosino, ahora conocido por su nombre de druida, Merlín, lleva a un niño al campo de batalla y le relata los eventos, ahora legendarios. Merlín agrega que Aurelio se casó con Mira y los dos criaron a Rómulo como su propio hijo, quien al crecer se convirtió en un  sabio gobernante, tomó a Igraine como esposa y adoptó el nombre de "Pendragon", «el hijo del dragón». El niño, Arturo, reconoce que es la historia de sus padres.
En una escena final, la espada de Julio César se muestra incrustada en la piedra, con musgo creciendo en la hoja, cubriendo la inscripción original, dejando solo las letras latinas que, al leerse como una sola palabra, dicen "Escalibur".

## Diferencias entre la película y los hechos históricos
Los hechos narrados por la película y la novela del mismo nombre son fruto de la imaginación del autor. Lo mismo ocurre con los personajes que participan en él y con la Novena Legión; excepto el último emperador Rómulo Augústulo, el magister militum Orestes y el comandante federado Odoacro (hérulo, aunque algunas fuentes lo consideran godo), quienes son personajes reales, aunque los hechos y acciones que se les atribuyen no son históricas. Aunque  los investigadores consideran que el legendario Arturo era el recuerdo de un líder britanorromano de los siglos V-VI, relacionado con el personaje histórico Ambrosio Aureliano, no hay ninguna evidencia de relación entre estos personajes y Rómulo Augústulo, quien murió exiliado en Nápoles.
A continuación se muestra una lista de los principales aspectos en los que la película se diferencia de la historia real:
- En la película se establece que tiene lugar en el año 460 d. C., pero Rómulo Augusto no fue nombrado emperador hasta el 475  y depuesto un año después. También se muestra a Roma como la capital del Imperio de Occidente, mientras que en 476 la capital era Rávena. De hecho, ya en la época del emperador Diocleciano, Roma había perdido su primacía política, aunque seguía siendo la sede del Senado romano.[6][7]

- Rómulo Augústulo es enviado al exilio en la isla de Capri, mientras que según las fuentes históricas fue relegado a Villa Lucullana (el actual Castel dell'Ovo), en el golfo de Nápoles.[8]

- Rómulo Augústulo se presenta como descendiente de Julio César, mientras que en la realidad la familia de los Julios había desaparecido a mediados del siglo II y los emperadores no seguían el principio dinástico. También se asegura que Tiberio era el último de la estirpe de César, lo cual tampoco es histórico.[9] Por lo demás, Orestes, padre de Rómulo era casi seguramente de origen germánico.[10]

- Odoacro es mencionado como comandante de los godos, mientras que en realidad era comandante de los hérulos federados que estaban estacionados en Italia en la segunda mitad del siglo V.[11][12]

- Vortigern no era un bárbaro, sino un britano-romano. Tanto él y sus hombres como Odoacro y sus tropas son representados como salvajes, cuando en realidad ambos grupos vestían como los romanos del siglo V.[13][12] Los castillos representados corresponden al período medieval y no aparecieron en Gran Bretaña hasta la conquista normanda del siglo XI.
- Los ropajes de los romanos así como la indumentaria de sus legionarios son los de la edad republicana tardía y el principio del Imperio, mientras que los atuendos y panoplias de la época eran muy diferentes.[14] Al final de la película, durante la batalla, los legionarios marchan estandarte que evoca a un dragón, dichos estandartes existían, pero se usaban en la caballería.[15]

- El arte marcial que utiliza Mira, el Kalaripayatu recién comenzaba a desarrollarse en el siglo V, aunque la tradición local lo hace anterior al siglo I a. C.[16] Tanto en el Imperio romano como en la tradición india se recuerdan algunas guerreras; por lo tanto si bien es improbable no es imposible que hubiera una mujer combatiente en el ejército bizantino.[17]
- Se afirma que Pendragon significa «Hijo del Dragón» cuando en realidad significa «Gran Dragon», es decir, líder supremo, ya que «pen» en galés quiere decir «elevado» o «eminente».

## Reparto
- Colin Firth es Aurelio.
- Ben Kingsley es Ambrosinus/Merlín.
- Aishwarya Rai es Mira, la guerrera bizantina.
- Peter Mullan es Flavio Odoacro.
- Thomas Brodie-Sangster es Rómulo Augusto.
- Rupert Friend es Demetrio.
- Kevin McKidd es Wulfila.
- Alexander Siddig es Theodorus Andronikus.
- John Hannah es Néstor.
- Iain Glen es Flavio Orestes.[4]

## Producción
La película fue producida por Dino De Laurentiis, su esposa Martha y su hija Raffaella, quien sugirió al director Doug Lefler, con el cual había trabajado en Dragonheart: A New Beginning. Valerio Massimo Manfredi, autor de la novela, ayudó a adaptarla. El metraje total fue de cuatro horas, pero finalmente se acortaron eliminando escenas del viaje de los héroes.
El productor ejecutivo Harvey Weinstein sugirió a Colin Firth, para el rol de Aurelio, quien lo aceptó por ser diferente a otros que había interpretado recientemente. Ben Kingsley fue elegido como Ambrosino/Merlín después de una reunión con Lefler, el actor se sintió atraído por la mística del personaje, descripto como un «chamán guerrero» y por la trama. Aishwarya Rai fue elegida como Mira por su, en palabras del director: «rara belleza» La actriz aceptó el papel como un cambio respecto de sus roles anteriores. El joven actor Thomas Sangster, que interpretó al emperador niño Rómulo, fue uno de los últimos en ser convocado, Sangster había trabajado con Firth en Love Actually (2003) y Nanny McPhee (2006), y esto ayudó a ambos para componer sus personajes que logran relacionarse durante el film.
Lefler quería que cada personaje tuviera un estilo de combate distintivo; por ello recurrió al experto en armas Richard Ryan, quien se desempeñó como entrenador y ayudó a coreografiar las escenas de lucha. El vestuario de la película fue diseñado por Paolo Scalabrino, y el rodaje tuvo lugar en Túnez y en el Castillo de Spiš en el este de Eslovaquia en 2005.La música fue compuesta por Patrick Doyle.

## Crítica
La película obtuvo una puntuación media de 37 sobre 100 en Metacritic según 12 reseñas, en Rotten Tomatoes, tuvo un índice de aprobación del 15 %, según 55 reseñas con una calificación promedio de 4,02/10. El consenso del sitio dice: "Con protagonistas equivocados y diálogos poco originales y sin inspiración, 'La última legión' palidece en comparación con las epopeyas cinematográficas recientes que invoca".